# Planoculturen
Planoculturen is de collectieve benaming voor een groep uiteenlopende gemeenschappen van jager-verzamelaars die tijdens de precolumbiaanse vroege archaïsche periode het Great Plains-gebied van Noord-Amerika bewoonden.

## Eigenschappen
De Planoculturen worden gekenmerkt door een variatie aan projectielpunten zonder bevestigingsgroeven, die gezamenlijk Planopunten worden genoemd. Zoals bij de voorafgaande Folsomcultuur werd er op Bizons gejaagd. Nog meer dan  hun voorgangers gebruikte men de techniek de dieren van een klif te jagen of in een omheind gebied te drijven. Hun dieet omvatte onder andere gaffelbok, wapiti en andere hertensoorten, wasbeer en coyote. Om hun voedsel te kunnen bewaren maakten ze een soort pemmikan van vlees, bessen en dierlijk vet, bewaard in huiden.

## Geschiedenis
De Planoculturen bestonden in het noorden van Noord-Amerika tijdens de archaïsche periode tussen 9000 en 6000 v.Chr. Ontstaan in de centrale vlaktes, verspreidden ze zich van de Atlantische kust tot het hedendaagse Brits-Columbia, en in het noorden tot de huidige Northwest Territories. 
Vroege vondsten werden gedaan ten zuiden van de noordelijke Saskatchewan-rivier in Saskatchewan, en in de uitlopers van de Rocky Mountains ten noorden van de Peace River in Alberta en het aangrenzende Brits-Columbia. Gedurende deze periode was het grootste deel van het huidige Manitoba nog bedekt door het Agassizmeer en landijs. Ten zuiden hiervan vormden de graslanden en open bosgebieden van de westelijke regio het leefgebied van grote kuddes bizons. 
Ongeveer 7.000 v.Chr. ontstond na het terugtrekken van de gletsjers en het leeglopen van het Agassizmeer een gebied met vele meren. Planten- en dierengemeenschappen  breidden zich uit naar het noorden en oosten, en verschillende ondersoorten van het rendier zoals de toendrakariboe (Rangifer tarandus groenlandicus) in de toendra en de boskariboe (Rangifer tarandus caribou) in de noordelijke bossen, vervingen de bizon als  belangrijkste prooidieren.
In de Great Plains vindt men van 8.000 tot 5.000 jaar v.Chr. de volgende Planoculturen, die zich onderscheiden door lange, lancetvormige projectielpunten:
- het Agate Basin-complex, genoemd naar de Agate Basin-site in Niobrara County, Wyoming
- het Cody-complex, genoemd naar de Horner-site in de buurt van Cody, Wyoming, omvat de Olsen-Chubbuck Bison Kill-site en de Jurgens-site
- het Hell Gap-complex, genoemd naar de Hell Gap-site nabij Guernsey, Wyoming en de Jones-Miller Bison Kill-site
- het Foothills-Mountain-complex